# ويليام كينكيد (رسام)
ويليام كينكيد (بالإنجليزية: William Kincaid)‏ هو رسام أمريكي، ولد في 1957.